# Bayamón
La municipalité de Bayamón, sur l'île de Porto Rico (Code International : PR.BY) couvre une superficie de 115 km2 et regroupe 185 187 habitants en 2020. Elle s'étend sur la plaine côtière septentrionale de l'île, à une vingtaine de kilomètres au sud-ouest de la capitale San Juan.

## Histoire
La région était traditionnellement habitée par les indiens taïnos. Une colonie espagnole y fut établie le 22 mai 1772 par Juan Ramírez de Arellano. En 1821, Marcos Xiorro, esclave africain dans une plantation de canne à sucre de Bayamón, fomenta une révolte contre les propriétaires de plantations et contre le gouvernement colonial espagnol de Porto Rico. Cette conspiration fut découverte et réprimée, mais Xiorro fut considéré par les esclaves comme un héros et fait encore partie de la tradition portoricaine.

## Géographie
La commune de Bayamón s'étend sur 115,34 km2 sur la plaine côtière septentrionale de Porto Rico. Les communes adjacentes sont celles de Toa Baja, Cataño, Comerío, Aguas Buenas, Toa Alta, Naranjito et Guaynabo. Son territoire est essentiellement plat, à l'exception de quelques reliefs karstiques, dont La Peña et Vergaras.
Bayamón est la deuxième ville de Porto Rico et fait partie de l'aire métropolitaine de San Juan. Elle est desservie par l’aéroport international Luis Muñoz Marín de San Juan.

## Économie

### Agriculture
La fondation de la ville de Bayamón est étroitement liée à la culture de la canne à sucre. On y cultive en outre aujourd'hui café, pamplemousses, tabac et légumes. C'est à Bayamón que fut installé en 1549 le premier moulin hydraulique à canne à sucre de l'île.

### Commerce
Grâce à son emplacement dans l'aire métropolitaine de San Juan et à la proximité de l'aéroport et du port de la capitale, Bayamón est prédestinée à une activité commerciale intense. C'est aussi la ville de Porto Rico comptant le plus de centres commerciaux.

## Personnalités
- Francisco Oller, peintre, est né à Bayamón le 17 juin 1833.
- Farruko, chanteur et compositeur, est né à Bayamón le 2 mai 1991.
- Luis Salgado, artiste interprète, réalisateur, chorégraphe et producteur, est né à Bayamón le 30 août 1980.

## Sport
- Estadio Juan Ramón Loubriel
- football : Puerto Rico Islanders, Sevilla FC